# Ставський Володимир Петрович
Володимир Петрович Ставський (Кірпічніков) (12 серпня 1900, місто Пенза, тепер Російська Федерація — загинув 14 листопада 1943 біля села Турки—Перевоз Невельського району Калінінської області (недалеко міста Невеля), тепер Псковської області, Російська Федерація) — радянський письменник, партійний діяч, генеральний секретар Спілки письменників СРСР. Член Комісії партійного контролю при ЦК ВКП(б) (1934—1939). Депутат Верховної Ради СРСР 1-го скликання.

## Біографія
Народився 30 липня (12 серпня) 1900 року в робітничій родині. Рано помер батько, Петро Кірпічніков — столяр-червонодеревник, а в 1915 році померла мати. У 1916 році закінчив чотири класи Пензенського реального училища. Працював різноробочим, молотобійцем на будівництві Пензенського артилерійського трубкового заводу, в 1916—1917 роках — робітником паперової фабрики купця Сергєєва.
У 1918 році вступив до Червоної гвардії в місті Пензі. Потім служив командиром Рузаївського загону по боротьбі з контрреволюцією. Придушував селянські повстання в повітах. Наприкінці травня 1918 року на чолі загону взяв активну участь у придушенні виступу Чехословацького корпусу в Пензі, був поранений.
Член РКП(б) з 1918 року.
З 1918 року служив ад'ютантом, агентом розвідки 1-ї армії Східного фронту. Реввійськрада Кавказького фронту нагородила його іменним золотим годинником. У серпні 1918 року переведений в штаб 1-ї армії Східного фронту, потім в органи особливого відділу ВЧК фронту. Наприкінці 1919 року служив у особливому відділі ВЧК на Південному Сході. З 1919 по 1920 рік перебував на лікуванні в місті Пензі.
У 1920—1921 роках — інструктор, завідувач інформаційного бюро, заступник начальника розвідувального управління на Кавказькому фронті, комісар топографічного і адміністративного відділів Окремої Кавказької Червонопрапорної армії.
У 1921—1922 роках — помічник начальника відділу по боротьбі з бандитизмом ВЧК у Ростові-на-Дону. Демобілізований в кінці 1922 року. У 1922 році закінчив перший курс робітничого факультету в місті Ростові-на-Дону. У 1922—1923 роках — вантажник Військово-господарського управління Північно-Кавказького військового округу в Ростові-на-Дону.
З 1923 року займався журналістською та літературною роботою. У 1923—1925 роках — завідувач відділу робітничих кореспондентів газети «Трудовой Дон», редактор ростовської газети «Молот».
У 1926—1928 роках — інструктор відділу друку Північно-Кавказького крайового комітету ВКП(б). З 1926 року — секретар Північно-Кавказької асоціації пролетарських письменників. З 1927 року — головний редактор ростовського журналу «На підйомі». Одночасно в 1928 році — організатор хлібозаготівель в кубанських станицях.
У 1928—1930 роках — секретар Російської асоціації пролетарських письменників (РАПП) у Москві.
У 1930—1934 роках — спецкореспондент газет «Правда» та «Известия». З лютого 1934 по жовтень 1937 року — помічник керівника групи з преси Комісії партійного контролю при ЦК ВКП(б).
З 1932 року, за дорученням ЦК ВКП(б), брав участь в організації Спілки письменників СРСР, з вересня 1934 року — член правління і президії правління Спілки письменників СРСР. З 1936 по 1941 рік — генеральний секретар Спілки письменників СРСР. Учасник Другого міжнародного конгресу письменників (Мадрид, липень 1937 року).
З жовтня 1937 по березень 1939 року — член групи з політично-просвітницької та агітаційної роботи (групи з перевірки виконання рішень партії про партійну і культмасову роботу) Комісії партійного контролю при ЦК ВКП(б).
У заяві секретаря Союзу письменників СРСР В. Ставського 1938 року на ім'я наркома НКВС Миколи Єжова пропонувалося «вирішити питання про Мандельштама», його вірші названі «сороміцькими і наклепницькими», незабаром поет був заарештований. Йосип Прут і Валентин Катаєв названі в листі як такі, що «виступали гостро» на захист Осипа Мандельштама. Після візиту до Михайла Шолохова 16 вересня 1937 року написав донос на ім'я Сталіна, в якому наголосив на «грубих політичних помилках» Шолохова.
З листопада 1937 по березень 1939 року — член редакційної колегії «Литературной газеты». У листопаді 1939 — листопаді 1940 року — головний редактор журналу «Новый мир». У лютому 1940 — листопаді 1943 року — член редакційної колегії журналу «Новый мир». Військовий кореспондент на Халхін-Голі і на фінській війні, де отримав важке поранення.
З 29 червня 1941 року — спеціальний військовий кореспондент газети «Правда» на Західному і Калінінському фронтах. Загинув 14 листопада 1943 року під час вилазки за нейтральну смугу разом зі снайпером Клавдією Івановою біля села Турки—Перевоз Невельського району Калінінської області. Похований у братській могилі в місті Великі Луки.

## Твори
- «Пройшли», 1924 (нариси)
- «Станиця», 1928 (повість)
- «Розбіг», 1932 (повість)
- «Сильніше смерті», М., 1932
- «Атака». Повісті, М., 1933
- «На гребні». Роман. М, 1934, 1935.
- «Фронтові записи», 1942
- «Кубанські записи». М., 1935; Л., 1938; М.,1955

## Родина
Дочка — театральний педагог Людмила Володимирівна Ставська (1927—2000).

## Звання
- бригадний комісар

## Нагороди
- орден Леніна (1943, посмертно)
- два ордени Червоного Прапора
- орден «Знак Пошани» (31.01.1939)
- орден Червоного Прапора (Монгольська Народна Республіка) (1939)
- медалі